# Semitrailerbuss

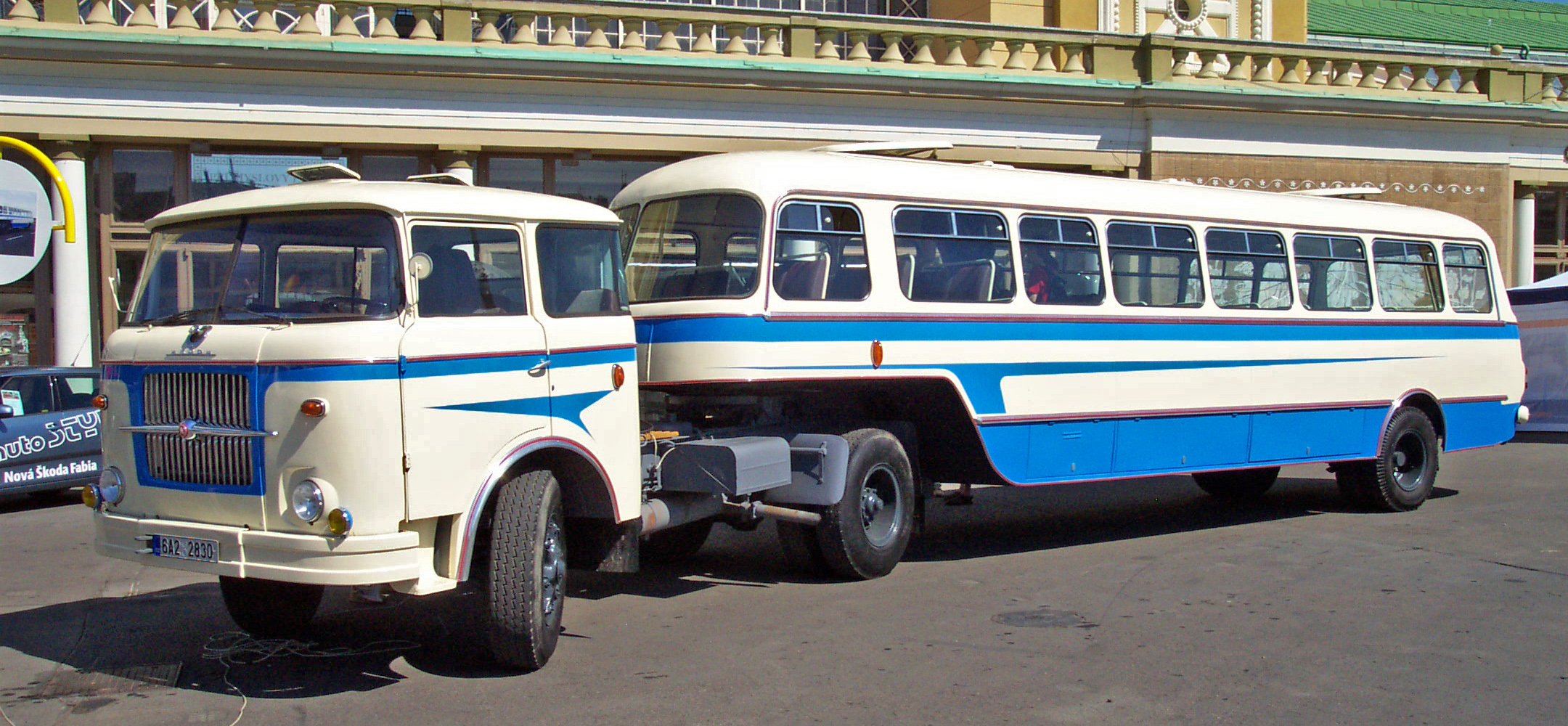
En Karosa NO 80 semitrailerbuss med trailerdragare av typ Škoda 706 i Prag. Veteranbussen är en prototyp av en bussmodell som inte togs i serieproduktion

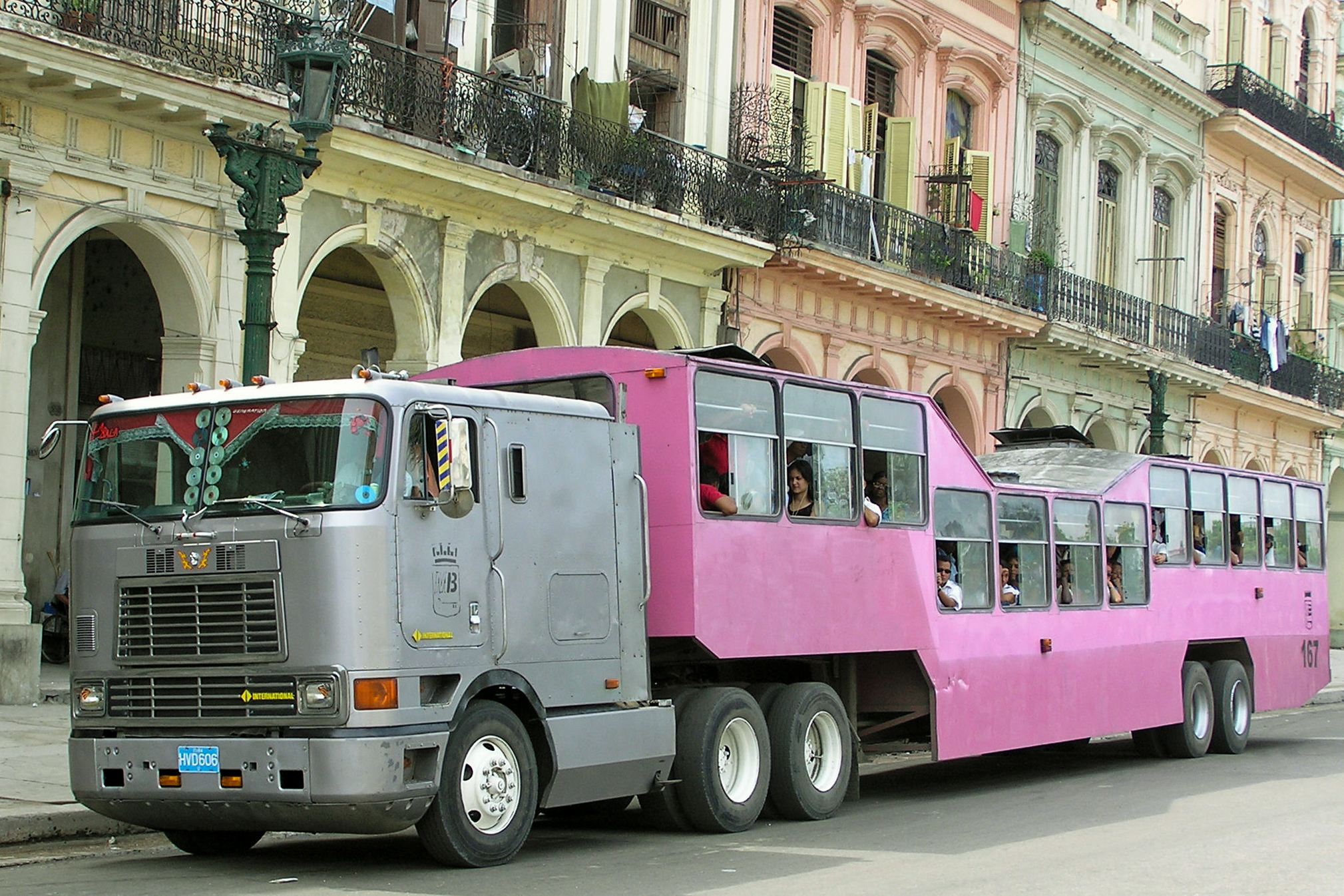
"Kamel"-buss i Havanna med en International Harvester trailerdragare, 2006

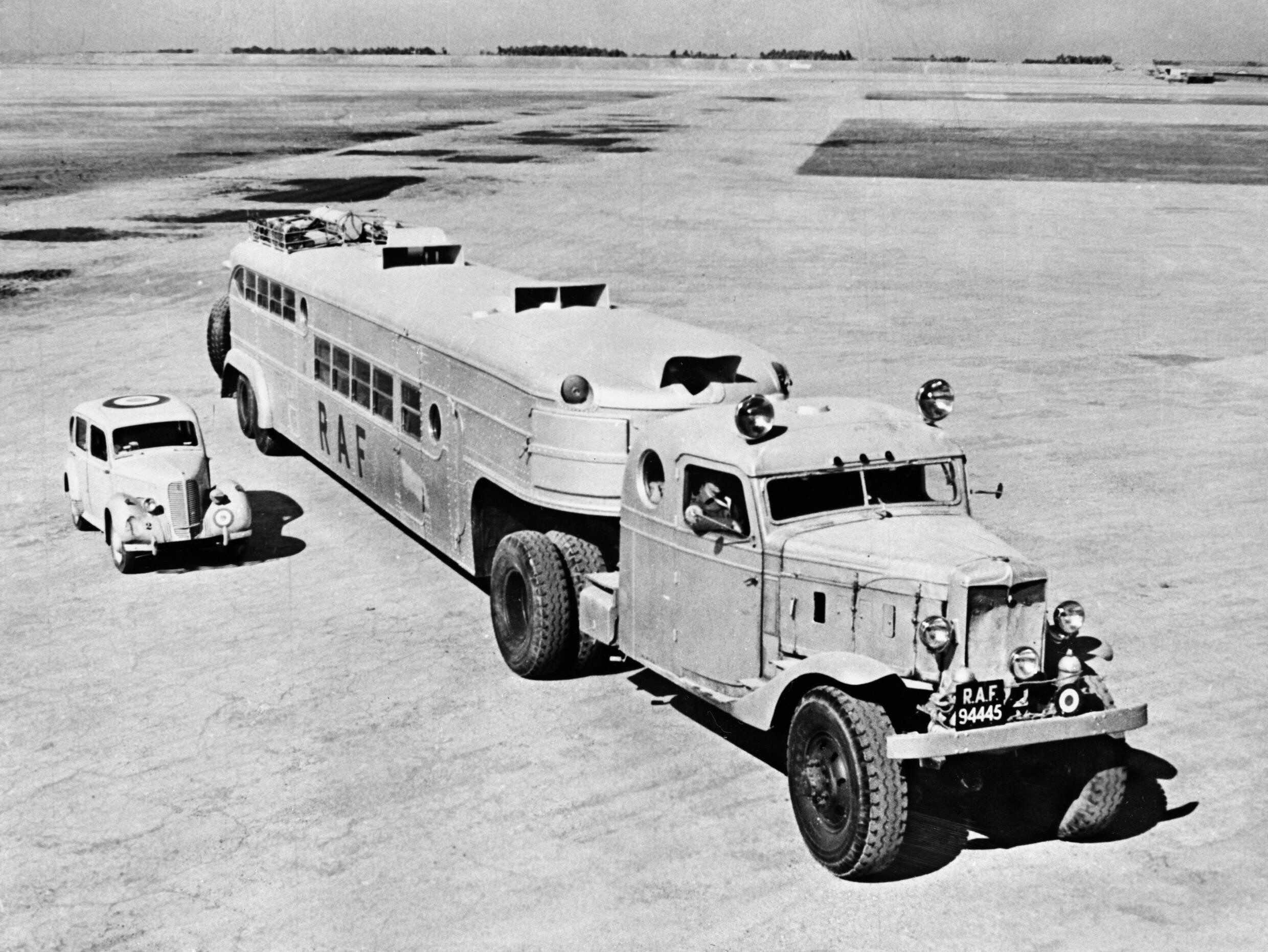
En amerikansk Marmon-Herrington THD-315-6 med semitrailer, kallad "Monster Bus" som användes av Royal Air Force för transporter mellan al-Habbaniyya i Irakoch Damaskus i Syrien under andra världskriget 1943–1944. Den var luftkonditionerad, hade kök och toalett och tog 44 passagerare med bagage.

En semitrailerbuss är en buss, som består av en passagerarförande påhängsvagn som dras av en trailerdragare försedd med vändskiva på samma sätt som lastbilsekipage med semitrailer.

## Historik
Busstypen var vanlig som flygplatsbuss för att frakta passagerare mellan terminal och flygplan från 1950-talet och in på 1990-talet. De har där senare i regel ersatts antingen specialkonstruerade stora bussar eller av konventionella stadsbussar med låggolv.

## Sverige
I Sverige har semitrailerbussar varit sällsynta. Stockholms Spårvägar hade en semitrailerbuss från 1946, kallad "Kamelen", som trafikerade linje 62 mellan Norra Bantorget och Beckomberga sjukhus. Denna var byggd av Hägglund & Söner, drogs av en Scania-Vabis B32 trailerdragare och tog 86 passagerare, varav hälften sittande. Bussen togs ur trafik 1953 i samband med den ibruktagandet av den nya västra grenen av tunnelbanans gröna linje.

## Danmark
DSB Rutebiler satte från 1947 in  fem rödlackerade semitrailerbussar på linjen från förorten Valby i Köpenhamn) till Køge. De kallades officiellt "sættevognsbusser" och fick smeknamnet "Røde Orm". Den första bussen hade en Leyland Beaver dragbil med bulldogform och en trailerkaross från Dansk Anhænger- og Paahængsvognfabrikk A/S. Ekipaget var 16,8 meter långt, vägde 13,35 ton och hade 64 sittplatser och sex ståplatser.
De övriga ekipagen hade Büssing-trailerdragare med torpedform.
Skagensbanen köpte en liknande semitrailerbuss 1949. Den byggdes av Dansk Automobil Byggeri (DAB) i Silkeborg. Den hade en kapacitet på 53 sittplatser och 20 ståplatser och fick också smeknamnet "Røde Orm". Den settes i trafik på linjen Frederikshavn-Skagen-Grenen.

## Bildgalleri

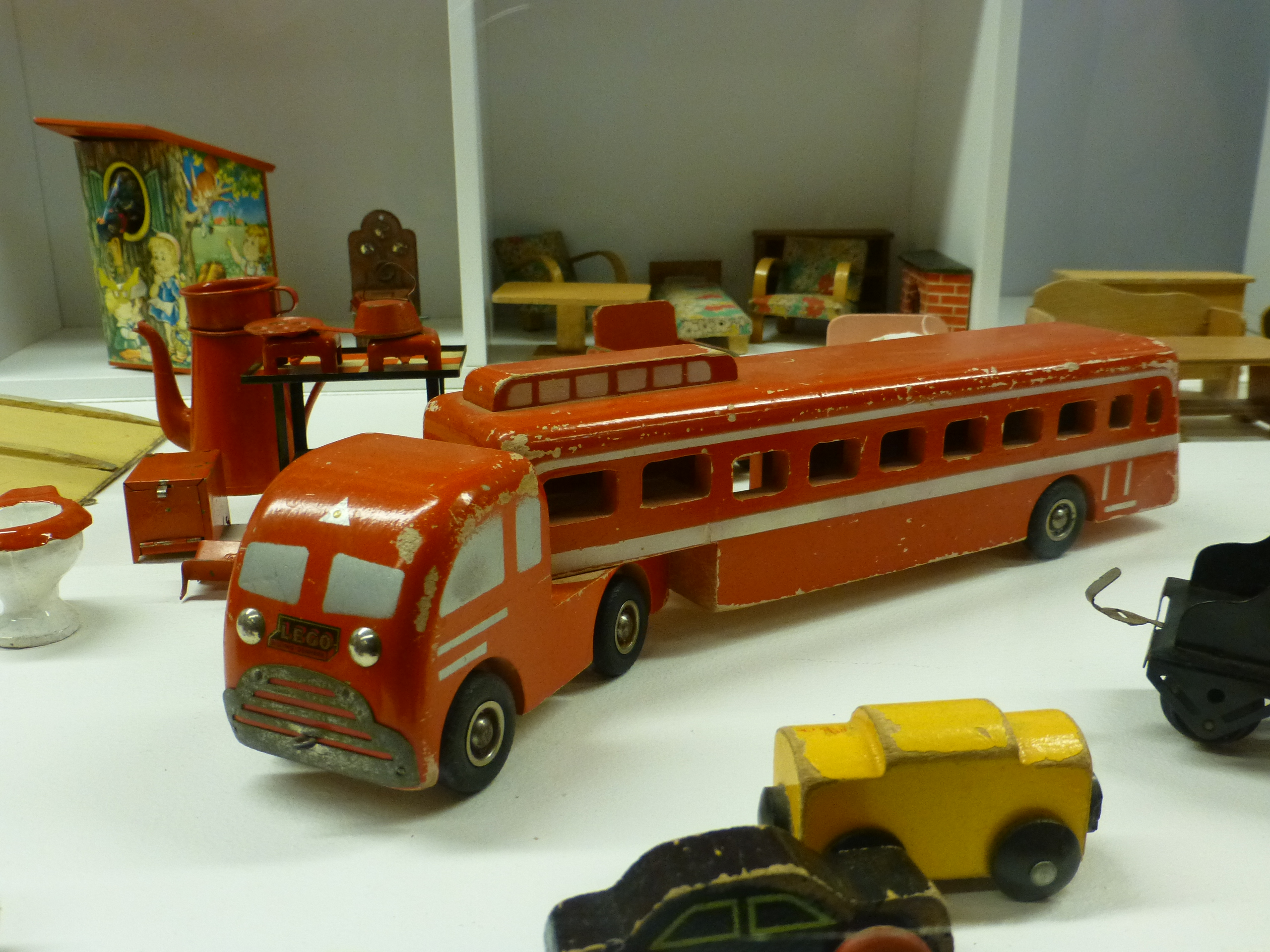
En leksaksbil efter en Leyland Beaver "Røde Orm-buss"
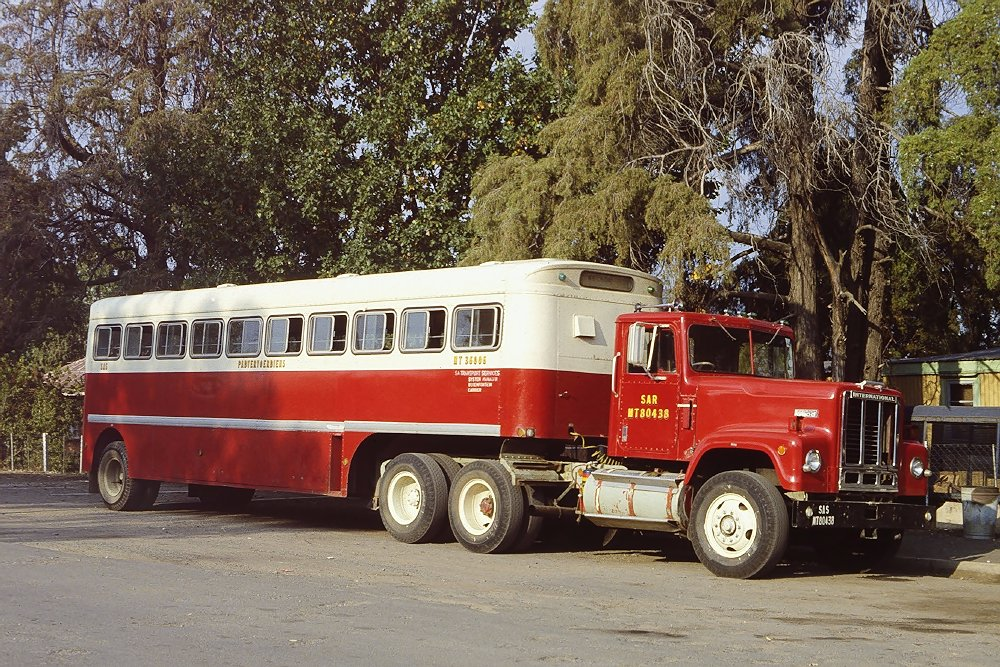
International Harvester-semitrailerbuss i trafik av South African Railways i Ficksburg i Sydafrika, 1985
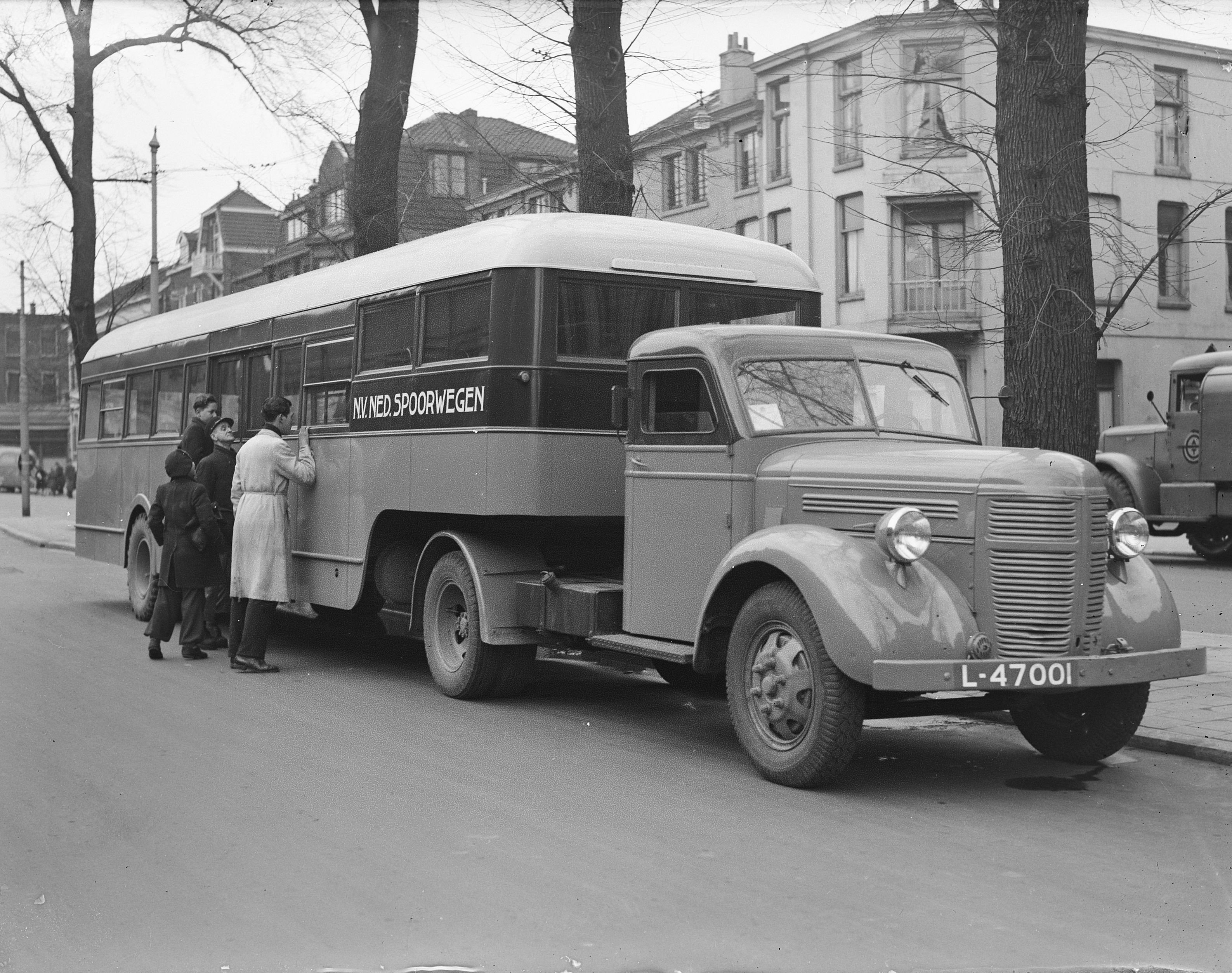
Nederländsk "Goliath"-buss, som sattes in av Nederlandse Spoorwegen från 1946 mellan Utrecht och Amersfoort, med plats för 46 passagerare.
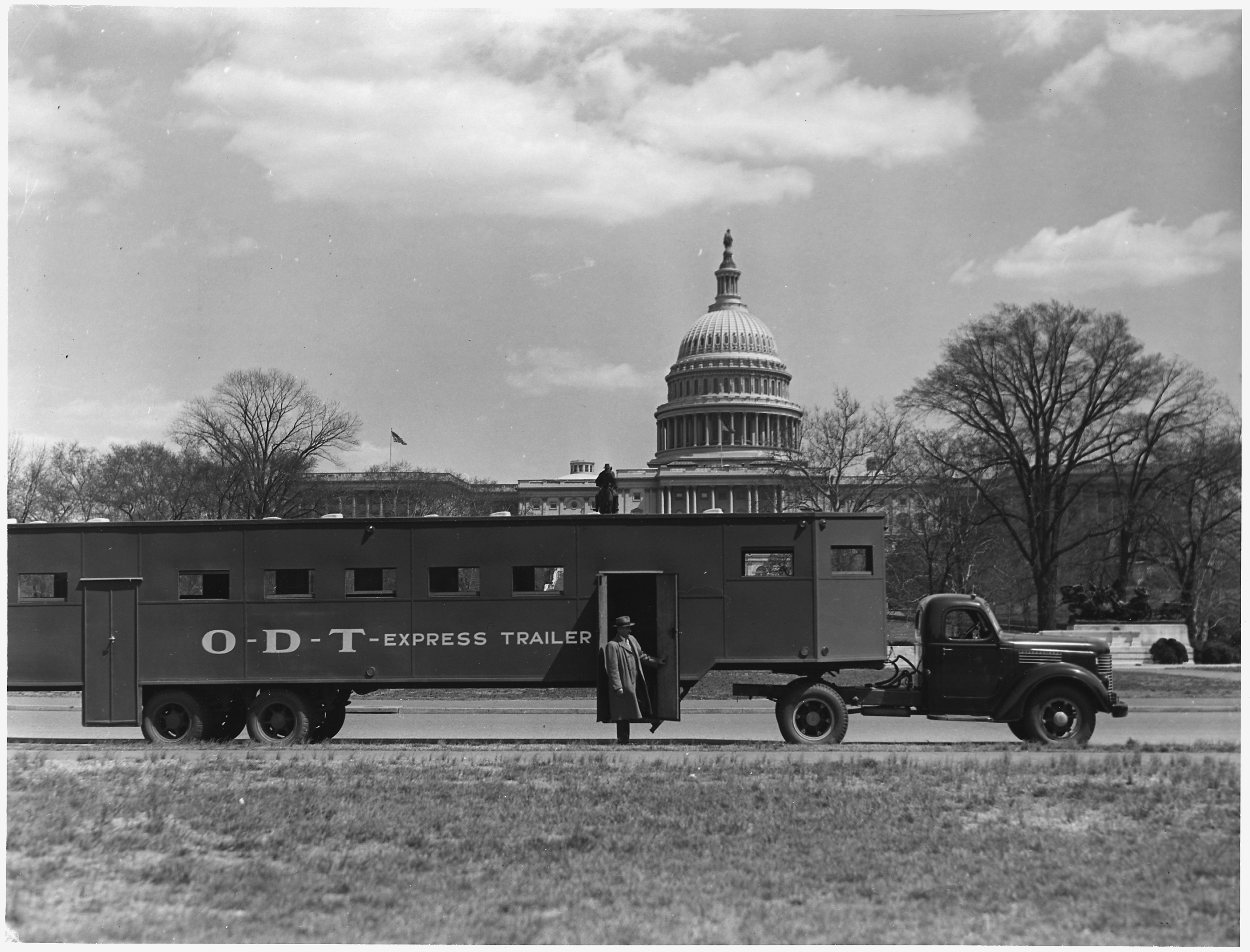
Personalbuss körd av Office of Defense Transportation under andra världskriget i Washington D.C., 16,7 meter lång, 1942